# Liste der Monuments historiques in Plaine-Haute
Die Liste der Monuments historiques in Plaine-Haute führt die Monuments historiques in der französischen Gemeinde Plaine-Haute auf.

## Liste der Bauwerke
| Bezeichnung               | Beschreibung                          | Standort | Kennzeichnung | Schutzstatus   | Datum     | Bild           |
| ------------------------- | ------------------------------------- | -------- | ------------- | -------------- | --------- | -------------- |
| Menhir du Fuseau          | Neolithikum                           | (Lage)   | PA00089390    | Inscrit        | 1967      | weitere Bilder |
| Manoir de la Ville-Daniel | Herrenhaus, erbaut im 16. Jahrhundert | (Lage)   | PA00089389    | Inscrit Classé | 1985 1985 | weitere Bilder |

## Liste der Objekte

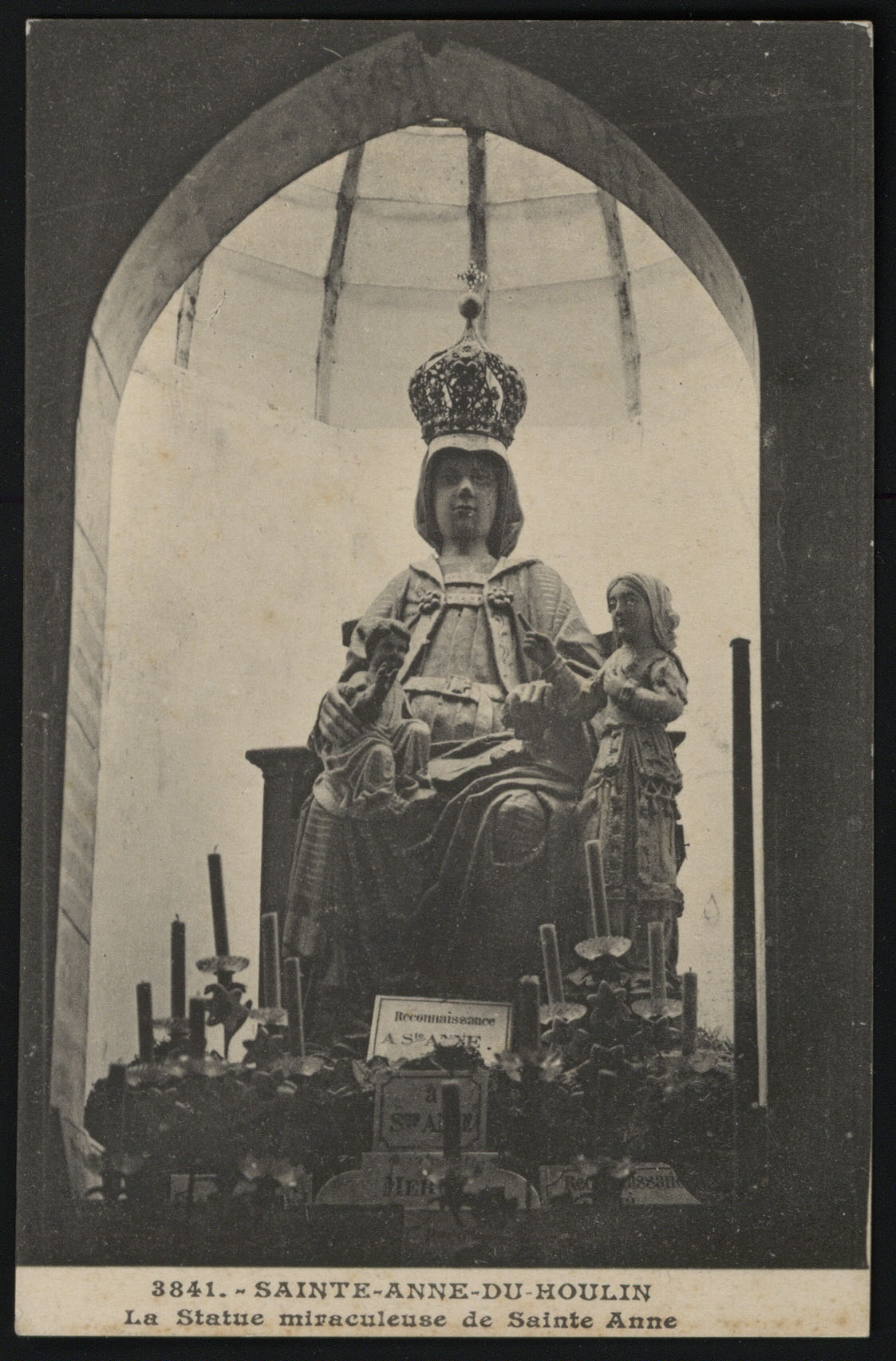
Skulptur Anna selbdritt (16. Jahrhundert) in der Kapelle Ste-Anne

- Monuments historiques (Objekte) in Plaine-Haute in der Base Palissy des französischen Kultusministeriums